# Codriophorus aduncoides
Codriophorus aduncoides là một loài Rêu trong họ Grimmiaceae. Loài này được (Bednarek-Ochyra) Bednarek-Ochyra & Ochyra mô tả khoa học đầu tiên năm 2003.